# Platybunus mirus
Platybunus mirus is een hooiwagen uit de familie echte hooiwagens (Phalangiidae).